# Gartenlaube-Walzer

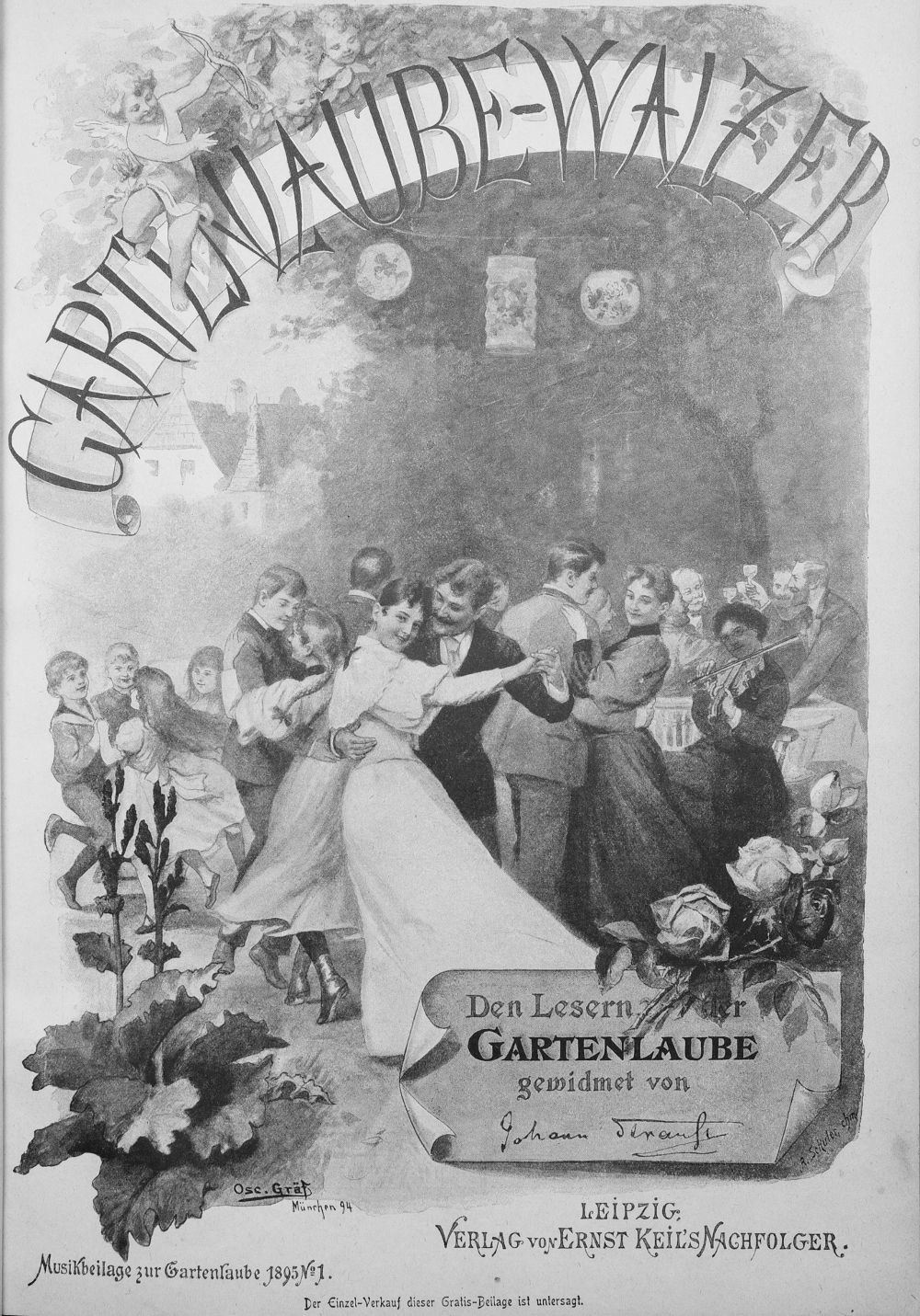
Die Gartenlaube (1895)

Gartenlaube-Walzer ist ein Walzer von Johann Strauss Sohn (op. 461). Das Werk wurde am 6. Januar 1895 im Konzertsaal des Wiener Musikvereins unter der Leitung des Komponisten uraufgeführt. Es wurde den Lesern der deutschen Zeitschrift Die Gartenlaube gewidmet. Außerdem wurde der Walzer als gedruckte Beilage in dieser Zeitschrift veröffentlicht.